# Seth Lover
Seth Lover (Kalamazoo, 1º gennaio 1910 – Garden Grove, 31 gennaio 1997) è stato un inventore statunitense famoso per aver realizzato nel 1955, mentre era dipendente della Gibson, il pick-up per strumenti a corde chiamato humbucker, frequentemente usato sulle chitarre elettriche.